# John-Cranko-Gesellschaft
Die John Cranko Gesellschaft e. V. wurde 1975 in Stuttgart auf Initiative des damaligen Ballettkritikers Heinz-Ludwig Schneiders mit dem Ziel gegründet, das Wissen über Ballett im Allgemeinen und über John Cranko und sein Werk im Besonderen zu vermehren und zu vertiefen. 

## Wirken der Gesellschaft
Zu diesem Zweck veranstaltet die John Cranko Gesellschaft einmal im Monat für ihre Mitglieder einen sogenannten „Jour fixe“. Im Rahmen dieser Jours fixes berichten Tänzerinnen und Tänzer des Stuttgarter Balletts, Choreografen und andere Persönlichkeiten aus der Welt des Tanzes über ihre Arbeit und aus ihrem Leben. Wo immer dies möglich ist, wird in diesen Gesprächen auch eine Verbindung zu John Cranko gezogen – zu dem Menschen, seiner Arbeit und seinem Leben. Darüber hinaus fördert und unterstützt die John Cranko Gesellschaft Tänzer, Choreografen, Produktionen sowie die nach John Cranko benannte Ballettschule, die John-Cranko-Schule in Stuttgart und deren Schüler.
Die Gesellschaft wird von einem ehrenamtlich arbeitenden Vorstand geführt und hat mehr als 200 Mitglieder. Sie hat ihren Sitz in Stuttgart.

## Stuttgarter Ballett Annual
Seit 1978 gibt die John Cranko Gesellschaft das Stuttgarter Ballett Annual heraus – eine Dokumentation der Spielzeiten der weltberühmten Compagnie in Wort und Bild. Seit 1996 erfolgt die Herausgabe gemeinsam mit dem Stuttgarter Ballett. Das Stuttgarter Ballett Annual erscheint alle zwei Jahre, zuletzt:
- Stuttgarter Ballett Annual 39/40/41, Spielzeiten 2015/16, 2016/17, 2017/18, 1989,  ISBN 978-3-9814688-3-0

## John-Cranko-Preis
Zur Pflege des Andenkens an John Cranko, der das Stuttgarter Ballett innerhalb eines Jahrzehnts zu Weltruhm führte, gehört auch die Vergabe des John-Cranko-Preises. Diese Auszeichnung an Persönlichkeiten, die sich um John Crankos Werk und das Stuttgarter Ballett in besonderem Maße verdient gemacht haben, wurde erstmals 1975 und seitdem weitere 17 Male verliehen. Die Preisträger in den vergangenen Jahren waren:
- 1975 Anne Wooliams
- 1976 Marcia Haydée
- 1977 Walter Erich Schäfer
- 1978 Jürgen Rose
- 1979 Martin Feinstein
- 1980 Georgette Tsinguirides
- 1981 Egon Madsen
- 1983 Alan Beale
- 1984 Hans Peter Doll
- 1985 Birgit Keil
- 1987 Heinz Clauss
- 1988 Richard Cragun
- 1989 Fritz Höver
- 1991 Alex Ursuliak
- 1996 Reid Anderson
- 1999 Tamas Detrich
- 2004 Horst Koegler
- 2005 Stuttgarter Ballett
- 2007 Kang Sue-jin
- 2022 Tadeusz Matacz[2]
- 2024 Friedemann Vogel